# 낫소
낫소(Nassau)는 1971년 11월 16일 설립된 대한민국의 스포츠용품 기업이다.

## 브랜드 어원
낫소(NASSAU)는 한국의 어원 낫다에서 유래된 이름이다.